# Kirche Groß Teetzleben

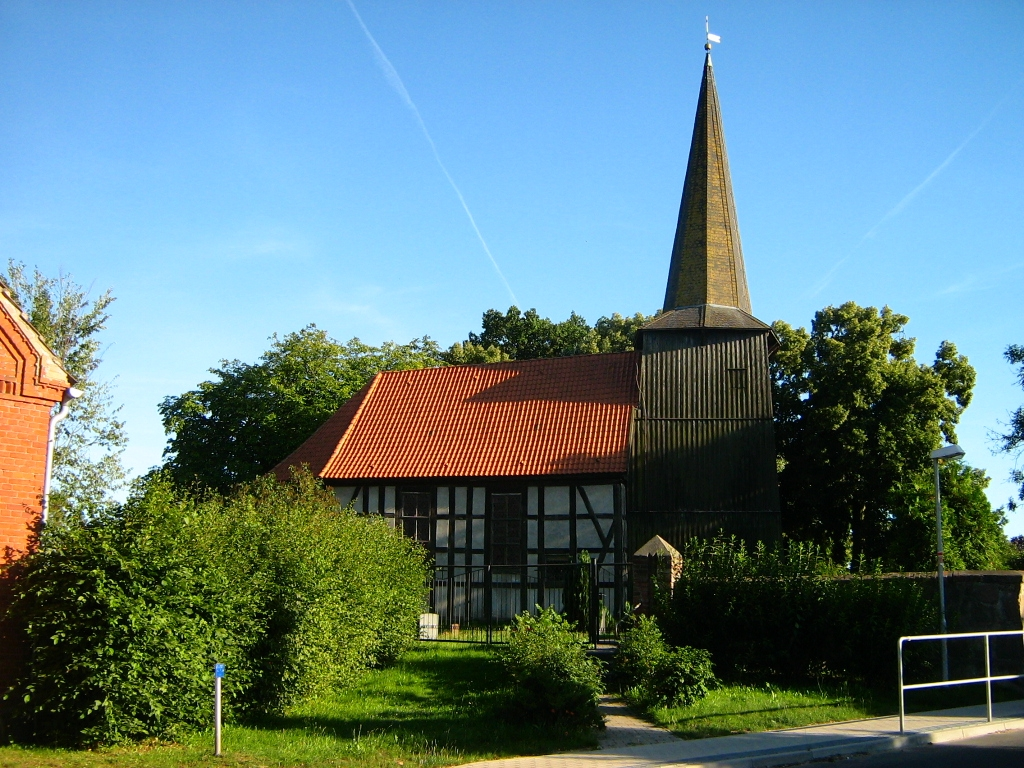
Kirche Groß Teetzleben

Die Kirche Groß Teetzleben ist ein Kirchengebäude in Groß Teetzleben im Landkreis Mecklenburgische Seenplatte. Die Kirchengemeinde Groß Teetzleben gehört zur Propstei Demmin im Kirchenkreis Pommern der Evangelisch-Lutherischen Kirche in Norddeutschland und wird vom Pfarramt in Altentreptow verwaltet.

## Geschichte und Architektur
Die Kirche wurde 1721 in Fachwerkbauweise errichtet. Sie hat einen dreiseitigen Ostschluss. Der Westturm ist verbrettert und trägt einen Spitzhelm.

## Ausstattung
Die Schnitzfigurengruppe des Altars mit Christus und Simon wurde um 1500 gefertigt. Er zeigt im Schrein eine Kreuzigungsszene mit vielen Figuren. In den Seitenflügeln sind Passionsszenen dargestellt. 1739 wurden zwischen den Akanthuswangen Tafelbilder hinzugefügt. In der Predella ist das Abendmahl dargestellt. Ein Ölgemälde im Oberteil aus der ersten Hälfte des 18. Jahrhunderts mit reich ornamentiertem Stuckrahmen zeigt die Himmelfahrt. Aus derselben Zeit stammen die Balusterschranken. Eine um 1500 datierte Schnitzfigur des Schmerzensmannes bekrönt das obere Gesims.
Die Kanzel stammt aus der zweiten Hälfte des 16. Jahrhunderts, ihr Schalldeckel aus der ersten Hälfte des 18. Jahrhunderts.
Die achteckige Taufe stammt aus der ersten Hälfte des 16. Jahrhunderts. Kuppa und Deckel sind reich dekoriert.
Die Westempore wurde 1739 gebaut, das Gestühl ebenfalls in der ersten Hälfte des 18. Jahrhunderts, auch die Patronatsloge ist aus dem 18. Jahrhundert.
Die Orgel errichtete Felix Grüneberg aus Stettin 1913. Sie hat ein Manual und Pedal. 1991 wurde sie von Rainer Wolter restauriert.
Ein weiteres Ölgemälde von 1733 zeigt den Pfarrer Albrecht Christoph Walther († 1757).
Die Glocke wurde 1569 von Johannes de Borch gegossen.
Zwei Inschrifttafeln erinnern an Kirchenerneuerungen in den Jahren 1584 und 1721.